# Pallet

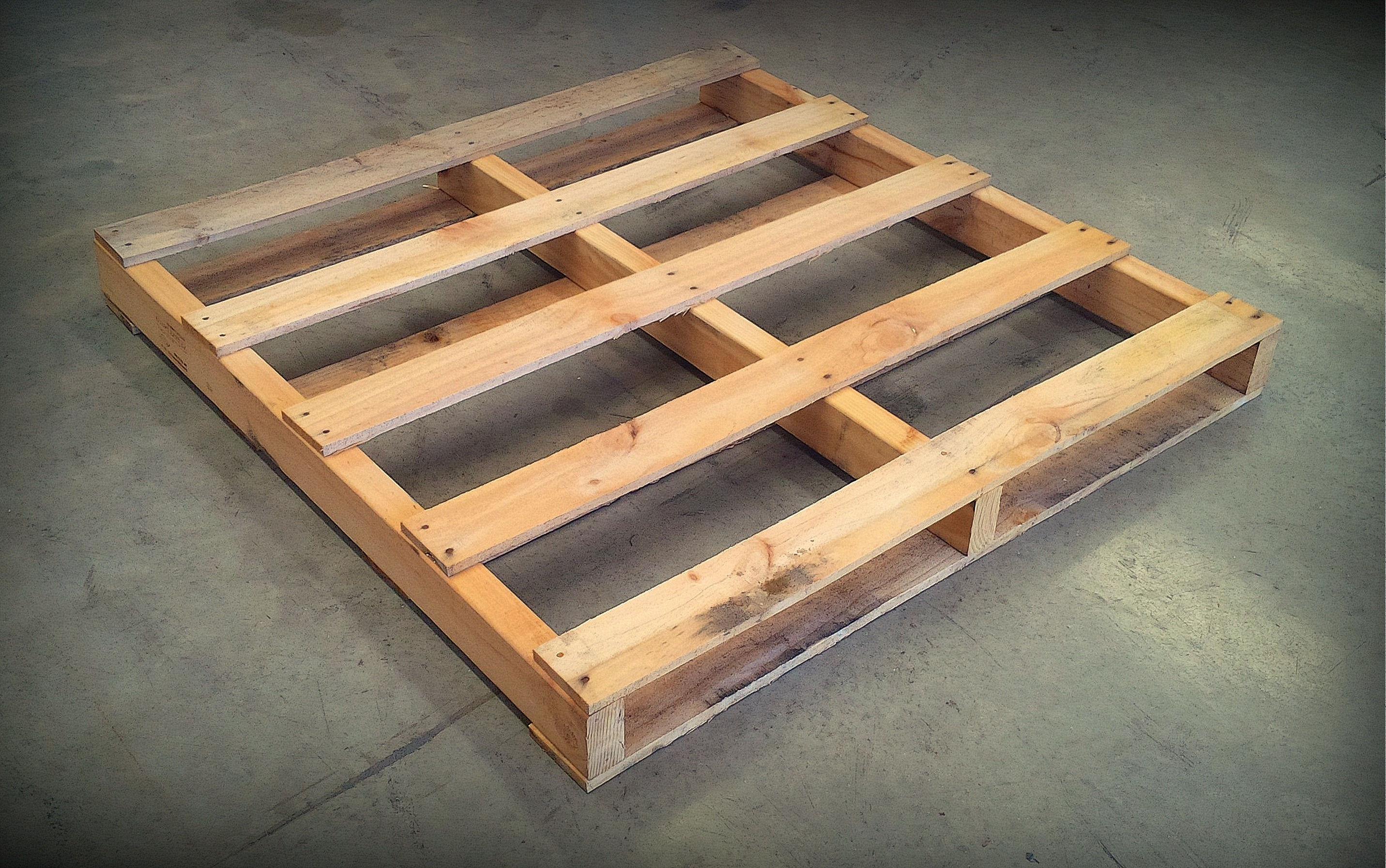
Un pallet di legno

Un pallet (in italiano paletta, paletta di carico o colloquialmente bancale, pedana o pancale) è una struttura piatta su cui vengono posate merci. Un pallet è il fondamento strutturale di un'unità di carico che consente la movimentazione e lo stoccaggio per mezzo di strumenti come carrelli elevatori, transpallet, e analoghi. Dalla sua invenzione nel corso del ventesimo secolo, l'uso del pallet ha via via sostituito i sistemi più antichi di stoccaggio, come scatole in legno e barili. Nonostante il materiale più utilizzato per i pallet rimanga il legno, esistono anche pallet in plastica, metallo o materiale riciclato. 

## Origine del pallet

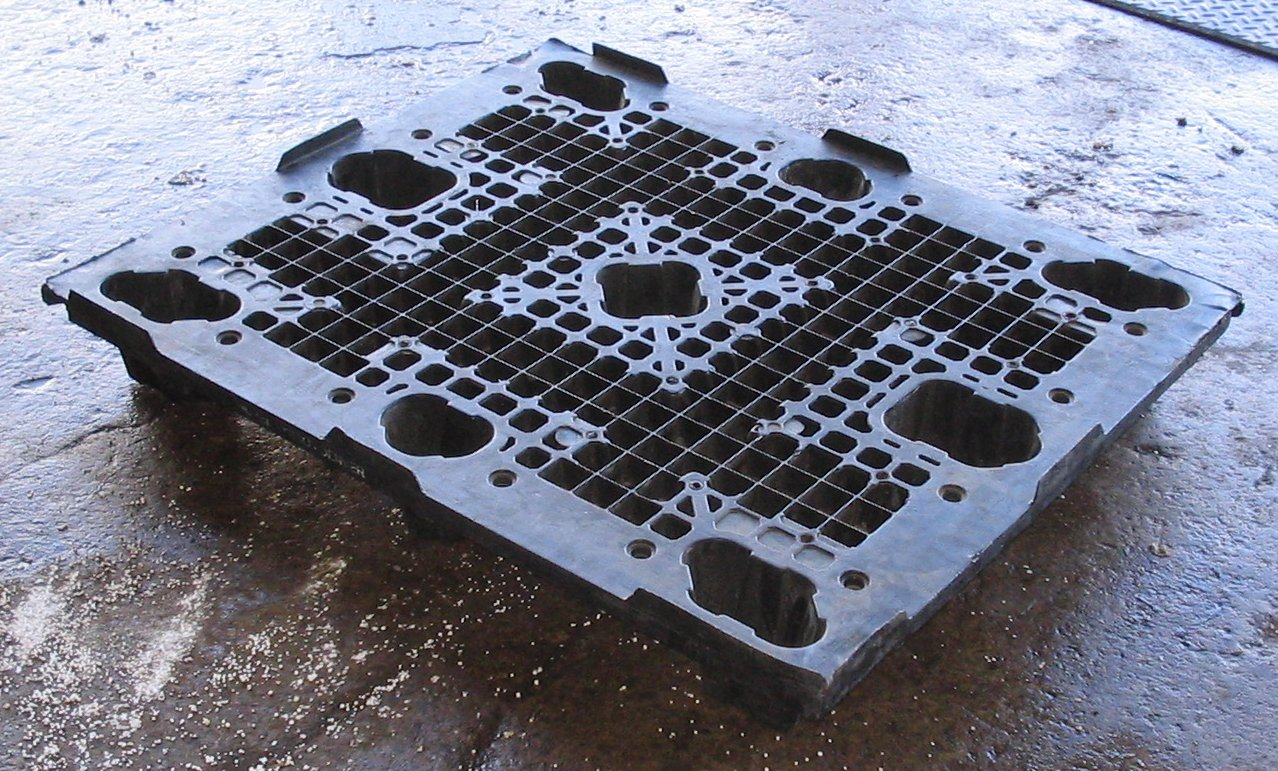
Pallet in plastica, non standard, per merci leggere e delicate.

L'idea del pallet nel campo civile nacque prendendo spunto dall'operato dei militari statunitensi durante la seconda guerra mondiale. Essi pensarono che appoggiando i rifornimenti da trasportare in Europa su piattaforme di legno più grandi rendesse i materiali più facilmente movimentabili con attrezzature meccaniche; da qui si è passati, anche nell'uso civile, ad utilizzare delle piattaforme d'appoggio sopraelevate mediante degli spessori alla base e fornite di apposite feritoie per poter essere sollevate (inforcate) con i carrelli elevatori.

## Sviluppo

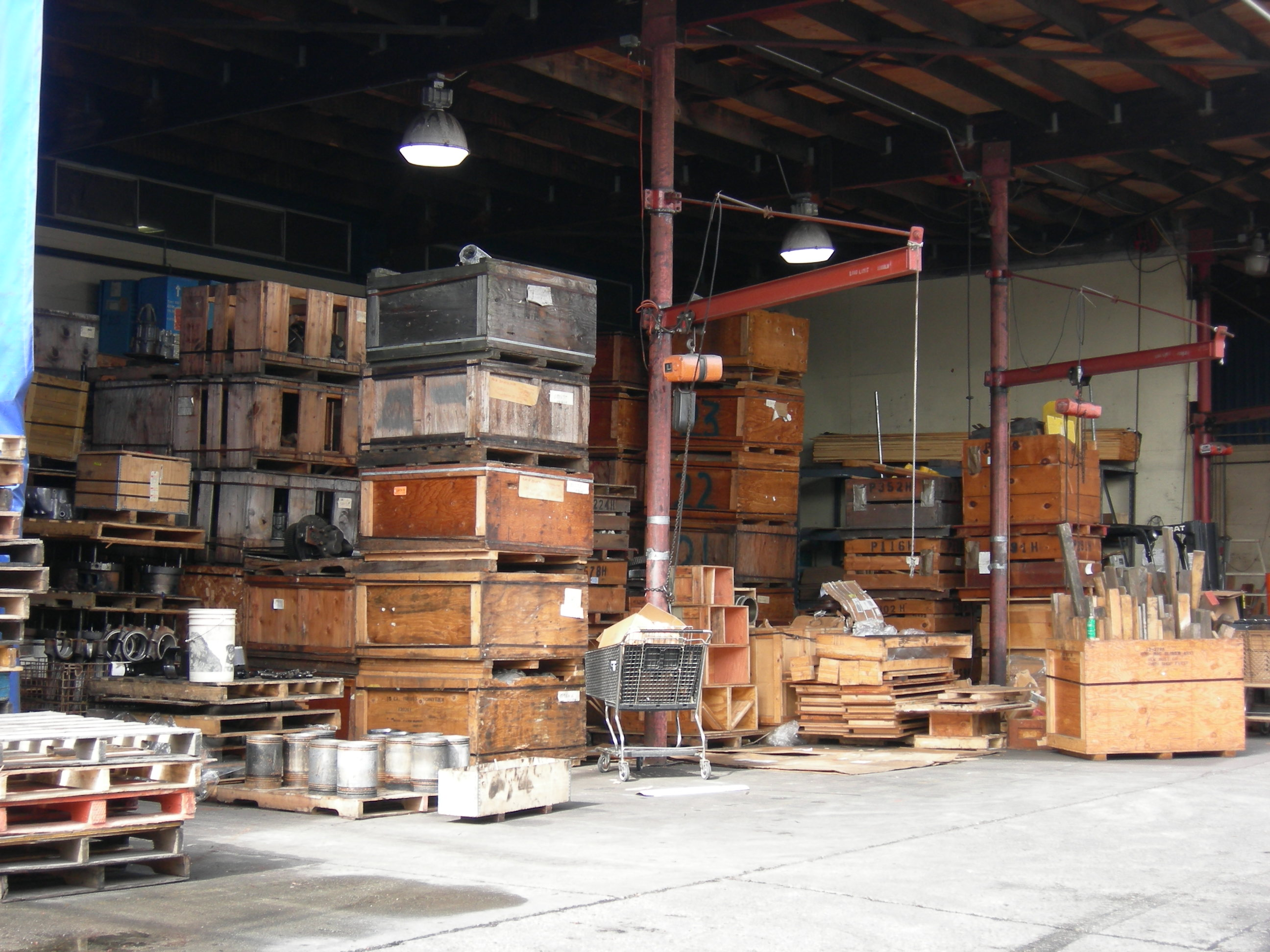
Deposito aziendale vicino a Seattle con pallet accatastati e pallet disponibili all'uso

Ben presto ci si accorse che l'utilizzo di una base d'appoggio sopraelevata consentiva, oltre che un notevole risparmio di tempo nei trasferimenti di grandi quantità di merci da un punto all'altro (che fosse in ambito interno all'azienda o che fosse a livello di trasferimenti intercontinentali), anche un isolamento dei materiali dal fondo sottostante, con riduzione dei danni causati ad esempio dalla presenza di una superficie bagnata.
Dal dopoguerra in poi sono stati sviluppati diversi formati e diverse particolarità costruttive per adeguare il pallet ai vari scopi di utilizzo.
Un ulteriore passo fu quello di utilizzare materiali diversi nella sua costruzione, dal legno iniziale (ancor oggi il materiale maggiormente utilizzato), si passò alla costruzione di pallet in plastica, metallo e truciolare di legno compresso. Ognuno di questi materiali si rivelava maggiormente adatto ad usi specifici e particolari, il ferro naturalmente più solido ed adatto a carichi di particolare peso, la plastica per necessità igieniche ed il truciolare di legno per la produzione a minor costo e senza la necessità di riutilizzi.

## Standard in uso e armonizzazione
Nel tempo sono stati impiegati molti sforzi per poter operare una standardizzazione del pallet, con buoni risultati. Da un inizio in cui le misure del pallet erano lasciate a discrezione totale dei singoli utilizzatori si è passati ben presto ad un inizio di uniformità, arrivando alla situazione odierna in cui il pallet per usi generici ha caratteristiche standard e, a condizione che corrisponda a determinati capitolati costruttivi, è diventato un'attrezzatura scambiabile quasi ovunque, risolvendo il problema del dover riportare al punto di partenza il pallet stesso ogni volta che fosse terminata la sua utilizzazione nel singolo trasporto.

### Pallet ISO
L'Organizzazione Internazionale per la Normazione (ISO) registra sei dimensioni dei pallet, dettagliate nella norma ISO 6780: 2003 Pallet piatti per la movimentazione dei materiali intercontinentali - Dimensioni e tolleranze principali, che sono stati rivisti e confermati nel 2014.

### Pallet europeo
| Tipologia | Dimensioni (lungh. x largh. x alt.) | ISO alternativi                                                                |
| --------- | ----------------------------------- | ------------------------------------------------------------------------------ |
| EUR EUR 1 | 800×1200×145 mm                     | ISO1 (stesse misure). Il peso è di 20 – 25 kg. Il carico massimo è di 2490 kg. |
| EUR 2     | 1200×1000×144 mm                    | ISO2 (stesse misure). Il peso è di 33 kg. Il carico massimo è di 1470 kg.      |
| EUR 3     | 1000×1200×144 mm                    | Il peso è di 29 kg. Il carico massimo è di 1920 kg.                            |
| EUR 6     | 800×600×144 mm                      | ISO0 (metà EUR). Il peso è di 9,5 kg. Il carico massimo è di 500 kg.           |

In Europa nel corso degli anni si sono diffuse due misure classiche, da mm 800x1200 nota anche come pallet "EUR" e da mm 1000x1200 gergalmente conosciuta come pallet "Philips". Entrambe hanno in comune il dato relativo all'altezza da terra e la conformazione della base con la presenza di 9 piedini (da 145 e 100 mm di lato), uniti inferiormente tra loro in gruppi di tre attraverso liste di legno dallo spessore di 22 mm poste nel senso della misura maggiore. Questo tipo di pallet può essere inforcato da tutti e quattro i lati perciò viene definito a quattro vie.

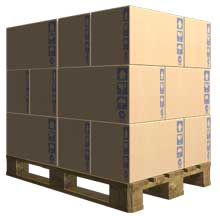
Pallet "EUR" con carico pronto per la movimentazione.

La sempre maggior importanza del pallet nel movimento internazionale delle merci è stata per la prima volta presa in considerazione dalle autorità della CEE con l'emanazione, il 9 dicembre 1960, della prima convenzione relativa al trattamento doganale dei pallet; in questa sede si decise per la prima volta che l'attrezzo poteva entrare ed uscire liberamente dagli stati membri senza essere soggetto ad imposta daziaria.
Dopo la guerra le prime spedizioni internazionali venivano gestite quasi esclusivamente su rotaia; i primi esempi di interscambiabilità dell'attrezzatura si ebbero infatti grazie alla collaborazione nata presso la UIC (Union internationale des chemins de fer), l'associazione internazionale delle imprese ferroviarie che nel 1961 decise di sviluppare un capitolato tecnico di una pedana che fosse idonea all'uso ferroviario in modo che ogni componente potesse acquistare autonomamente un parco pallet che fosse però interscambiabile (purché aventi caratteristiche costruttive e di portata comuni) ottimizzando così i costi. Tutte le ferrovie nazionali europee procedettero all'approvvigionamento di pallet in grande numero. I pallet prevedevano una specifica marcatura: il loro logo sui piedini di sinistra, il marchio "EUR" inserita in un ovale a destra ed i dati del produttore al centro. 

Specifiche tecniche del pallet europeo.

Il pallet EUR non era però immune all'industrializzazione spinta degli anni '80; in quegli anni iniziarono ad apparire sul mercato pallet economici con la stessa marcatura ma non rispondenti al capitolato originale: ciò creava problemi di sicurezza poiché una pedana realizzata non seguendo le direttive avrebbe potuto non garantire le portate minime e quindi essere potenzialmente pericolosa. Nel 1991, per ovviare al problema della sicurezza del pallet EUR, venne fondata l'European Pallet Association  che prese in gestione il prodotto ed organizzò un sistema di gestione di controllo qualità presso produttori e riparatori prevedendo ispezioni per la verifica della corrispondenza del prodotto realizzato al disegno originale. Le aziende che non rispettano tali standard vengono sottoposte a sanzioni, sospensione della produzione o addirittura alla revoca della licenza.
Un altro passo importante fatto negli anni è stato quello di armonizzare tra loro i pallet e i mezzi di trasporto destinati a caricarli: delle misure standard in vigore in Europa si è tenuto conto anche nell'ultimo adeguamento delle leggi che regolamentano le misure massime di ingombro degli autoveicoli commerciali; attualmente un semirimorchio standard ha una base di carico di circa 13,6 x 2,5 metri, pertanto la capacità teorica di 34 euro-pallet anche se in pratica, a causa delle tolleranze, normalmente si caricano solamente 33 unità.
La misura 800x1200 ha però l'inconveniente di non essere idonea o di non calzare bene nel container, essendo quest'ultimo di misure interne minori rispetto all'autocarro, pertanto il cosiddetto pallet EUR crea problemi logistici nelle spedizioni oceaniche marittime e si preferisce sostituirlo con altri formati.

### Pallet americano
| Dimensioni (in millimetri) | Dimensioni (in pollici) | Classif. | Utilizzo                   |
| -------------------------- | ----------------------- | -------- | -------------------------- |
| 1016 × 1219                | 40 × 48                 | 1        | GDO, altri                 |
| 1067 ×1067                 | 42 × 42                 | 2        | Telecomunicazioni, vernici |
| 1219 × 1219                | 48 × 48                 | 3        | Batterie                   |
| 1219 × 1016                | 48 × 40                 | 4        | Militare, cementi          |
| 1219 × 1067                | 48 × 42                 | 5        | Chimico, bevande           |
| 1016 × 1016                | 40 × 40                 | 6        | Lattiero-caseario          |
| 1219 × 1143                | 48 × 45                 | 7        | Automotive                 |
| 1118 × 1118                | 44 × 44                 | 8        | Batterie, chimico          |
| 914 × 914                  | 36 × 36                 | 9        | Bevande                    |
| 1219 × 914                 | 48 × 36                 | 10       | Bevande, carta imballata   |
| 889 × 1156                 | 35 × 45.5               |          | Militare                   |
| 2240 × 2740                | 88 ×108                 |          | Militare                   |
| 1219 × 508                 | 48 × 20                 |          | Commercio al dettaglio     |

Negli Stati Uniti la dimensione standard è il 40x48 pollici (equivalente nelle dimensioni circa al 1000x1200 mm europeo), e prevalentemente viene utilizzato nel formato "a travetti scavati" detti anche 2+2 vie inforcabile, cioè con il carrello elevatore da tutti e quattro i lati, mentre con il transpallet è da due a causa della ridotta altezza del vano di entrata al lato dei travetti. Il pallet standard 48x40 nordamericano, o pallet GMA, ha traverse di 48 pollici e tavole da 40 pollici ed è stato standardizzato dalla Grocery Manufacturers Association. Un pallet di legno standard (48 in × 40 in × 6 in o 122 cm × 102 cm × 15 cm) con una capacità di carico statico di 3 tonnellate corte (2,7 tonnellate lunghe; 2,7 t) e una tonnellata corta (0,89 -lunga tonnellata; capacità dinamica 0,91 t), peserà circa da 15 a 22 kg (da 33 a 48 libbre) I pallet in plastica leggeri possono pesare da 1,4 a 6,8 kg (da 3 a 15 libbre), mentre i modelli più pesanti possono pesare fino a 300 libbre (140 kg). I pallet GMA standard possono contenere fino a 460 libbre (210 kg). I pallet GMA in genere pesano 37 libbre (17 kg) e sono alti 6 1⁄2 pollici (170 mm). I loro listelli misurano 3 1⁄4 pollici (83 mm) di larghezza e sono spessi 5⁄16 pollici (7,9 mm) ciascuno. Altre dimensioni dei pallet hanno capacità di peso diverse.
I pallet IPPC per impieghi gravosi sono larghi circa 44 pollici (1.118 mm) per 48 pollici (1.219 mm) di lunghezza, hanno tre traverse in legno che sono nominali 4 pollici (102 mm) di altezza per 3 pollici (76 mm) di larghezza in legno e pesano circa 135 libbre (61 kg). Il loro ponte è completamente ricoperto da compensato da 30 mm (1,18 pollici) ed è dipinto di blu nei paesi europei e russi.
I pallet a quattro vie, o pallet per carichi pesanti (o sistemi generici che potrebbero avere carichi pesanti) vengono sollevati al meglio dai loro traversi più rigidi. Questi pallet sono generalmente più pesanti, più grandi e più durevoli dei pallet a due vie.
Gli utenti di pallet desiderano che i pallet passino facilmente attraverso gli edifici, si impilino e si inseriscano in scaffalature, siano accessibili a carrelli elevatori e transpallet e funzionino in magazzini automatici. Per evitare la spedizione aerea, i pallet dovrebbero anche imballare saldamente all'interno di container intermodali e furgoni.
Non esistono standard universalmente accettati per le dimensioni dei pallet. Le aziende e le organizzazioni utilizzano centinaia di pallet di dimensioni diverse in tutto il mondo. Sebbene nessuno standard monodimensionale disciplini la produzione di pallet, sono ampiamente utilizzate alcune dimensioni diverse.

#### Pallet nel resto del mondo

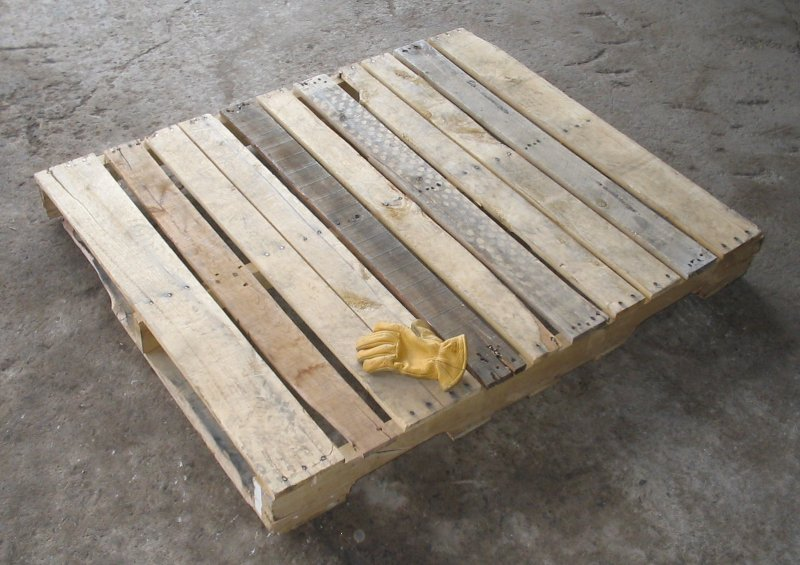
Pallet in legno da cm. 102 x 122 di tipo americano

In Asia (ad esempio, in Giappone) è utilizzata frequentemente la dimensione 1100x1100 mm, cioè di pianta quadrata.

### Diffusione e varietà
Si può dire che il pallet sia ormai entrato a far parte a tutti gli effetti della catena della logistica: anche le aziende che gestiscono merci ingombranti o di formato fuori standard e che perciò non sono in grado di utilizzare pallet di formato standard, provvedono ad approvvigionarsi di pallet con caratteristiche specifiche (sia nelle misure che nel materiale di costruzione) per poter completare al meglio l'imballaggio dei propri materiali.
Oggi si possono incontrare pallet di moltissimi tipi, da quelli leggerissimi per il carico di oggetti di plastica a quelli robustissimi per il carico di metalli (in lingotti ad esempio), da quelli di formato dimezzato rispetto allo standard per le piccole spedizioni a quelli lunghissimi per il carico di materiali in barre (profili per mobili ad esempio).
Un valore aggiunto della pallettizzazione delle merci è anche quella che, dopo aver avvolto il contenuto con le pellicole trasparenti in materie plastiche (ormai anch'esse di uso comune), si può ottenere un'ulteriore protezione dei materiali contro i danni causati dal movimento dei mezzi di trasporto e dalle intemperie, nonché una maggiore garanzia contro i furti.

#### Ulteriori problemi di standardizzazione
Nonostante l'unificazione a livello europeo delle dimensioni della base del pallet, non è ancora stata definita una dimensione standard per l'altezza del carico sul pallet stesso, che può essere molto variabile soprattutto per il fatto di non essere limitata se non per questioni di portata (peso massimo applicabile sul singolo pallet) oppure per volume (normalmente gli autocarri hanno vani di carico di 270 cm massimi in altezza). Questa mancanza può creare problemi in sede di dimensionamento dei magazzini, cioè quando si deve progettare la misura e il posizionamento delle scaffalature per sfruttare al meglio lo spazio utile.

## Normative fitosanitarie
Nel 1993 la FAO riscontra che il legno era un potenziale vettore di organismi nocivi al mondo vegetale; per questo istituiva un gruppo di lavoro, l'IPPC, perché studiasse i rischi e le possibili soluzioni. Il 5 maggio 2000 anche la Comunità Europea riconosce il rischio di infestazioni ed emanava la direttiva n. 2000/29 in cui vengono definiti i particolari requisiti richiesti per la circolazione di tutti gli oggetti di origine vegetale (ove rientrano ovviamente anche i pallet) in ingresso ed uscita dal continente. L'IPPC, nel 2002, emana la direttiva ISPM 15 che definisce finalmente procedure efficaci contro la diffusione di infestanti: si determina che tutto il legno non verniciato che abbia uno spessore superiore a 6 mm necessiti di un trattamento di sanificazione prima di essere spedito fra i continenti. Le tipologie inizialmente omologate sono due: la fumigazione, mediante l'utilizzo di prodotti chimici a base di bromuro di metile (poi rimosso perché dannoso per l'ozono), oppure il trattamento HT (heat treatment), consistente in un trattamento termico in cui il legno viene trattato in apposite celle dette essiccatoi. Per riconoscere un pallet conforme alla normativa, sullo stesso viene apposita una specifica marchiatura che contiene il tipo di trattamento eseguito (HT=heat treatment, MB=fumigazione con bromuro di metile, DH=microonde) e l'identificativo dell'azienda che ne ha provveduto.
Un pallet sottoposto a fumigazione è detto "pallet fumigato" e il produttore lo identifica come tale nella relativa scheda tecnica.

## Materiali

### Legno
I pallet più economici sono in legno tenero e sono realizzati in modo tale da essere solitamente scartati insieme ad altri elementi di avvolgimento alla fine del viaggio. Questi pallet sono semplici pallet con traversa e sollevabili da due lati.
Pallet in blocchi di legno duro leggermente più complessi, pallet in plastica e pallet in metallo possono essere sollevati da tutti e quattro i lati. Pallet di questi materiali più costosi di solito richiedono un deposito e vengono solitamente restituiti al mittente o rivenduti come usati. Molti pallet "a quattro vie" sono codificati a colori in base ai carichi che possono sopportare e ad altri attributi. I pallet di legno possono comportare gravi rischi biologici poiché sono suscettibili alla contaminazione batterica e chimica, come ad esempio possono veicolare la diffusione di E. coli negli alimenti, oltre anche ad infestazioni di insetti qualora il legno non sia trattato a dovere. I pallet in legno vanno quindi trattati secondo la direttiva ISPM 15.
Le specifiche di costruzione dei pallet in legno possono dipendere dall'uso previsto del pallet: generale, FDA, stoccaggio, prodotti chimici, esportazione; il peso del carico previsto; tipo di legno desiderato: riciclato, duro, tenero, essiccato in forno o combinato (nuovo e riciclato); e anche il tipo di elementi di fissaggio desiderati per tenere insieme il pallet: graffette o chiodi.

### Plastica
I pallet di plastica sono spesso realizzati con nuovo HDPE oppure in PET riciclato (bottiglie per bevande). Di solito sono estremamente resistenti agli agenti atmosferici, al degrado, ai prodotti chimici e alla corrosione. I vantaggi dei pallet in plastica rispetto ai pallet in legno includono la capacità di essere facilmente igienizzati, la resistenza agli odori, al fuoco, la loro maggiore durabilità e protezione del prodotto, l'assenza di scheggiature e il peso ridotto, risparmiando così sui costi di trasporto e manodopera e rendendoli più sicuri e più rispettosi dell'ambiente. Vengono disposti solitamente in pile. I pallet di plastica sono esenti da ispezione per problemi di biosicurezza e facilmente igienizzabili per le spedizioni internazionali. L'HDPE è impermeabile alla maggior parte degli acidi e alle sostanze chimiche tossiche e si pulisce più facilmente.
Alcuni pallet di plastica possono tuttavia collassare a causa dello scivolamento se utilizzati per immagazzinare carichi pesanti per lunghi periodi. I pallet di plastica inoltre non possono essere riparati facilmente e possono essere estremamente più costosi del legno duro, quindi sono spesso utilizzati dai fornitori di servizi logistici che possono trarre vantaggio dalla loro durata e dal tipo di stoccaggio in grandi pile. Le grandi catene di approvvigionamento hanno recentemente aumentato l'uso di pallet di plastica per cercare di ridurre i costi a lungo termine dei rifiuti e trasporti, ma anche per preservare la salute e la sicurezza. Pallet e carrelli possono essere combinati eliminando l'instabilità dei pallet e la necessità di ulteriori attrezzature di sollevamento, oltre a creare spazio prezioso in ambienti operativi trafficati. Offrono anche notevoli risparmi di tempo e costi riducendo la gestione della catena di approvvigionamento. La grande capacità di riutilizzo della plastica ha contribuito a un aumento progressivo dei pallet realizzati in suddetto materiale.
I pallet di plastica sono prodotti e utilizzati ampiamente negli Stati Uniti e in Europa, spinti dall'adozione dell'ISPM 15. 
Esistono sei tipi principali di processi di plastica utilizzati per produrre pallet: 
1. Stampaggio ad iniezione ad alta pressione;
2. Stampaggio in schiuma strutturale;
3. Termoformatura;
4. Stampaggio a compressione;
5. Stampaggio rotazionale;
6. Estrusione del profilo.

### Metallo
I pallet realizzati in acciaio sono molto robusti e vengono utilizzati per carichi pesanti, carichi impilabili, stoccaggio a secco a lungo termine e carichi spostati da grandi sistemi logistici. I pallet in metallo rappresentano meno dell'1% del mercato. I materiali includono acciaio al carbonio, acciaio inossidabile e alluminio. Di questi, l'acciaio al carbonio offre un'eccellente durata al minor costo. L'acciaio inossidabile non richiede un rivestimento di vernice ed è preferito per applicazioni come ambienti di camere bianche. Le unità in acciaio al carbonio sono molto più costose rispetto al legno e l'acciaio inossidabile e l'alluminio costano circa 2-3 volte rispetto all'acciaio al carbonio. I costi a lungo termine, tuttavia, possono essere inferiori a quelli del legno. I vantaggi generali dei pallet metallici sono elevata resistenza e rigidità, eccellente durata, resistenza agli insetti, assenza di schegge, sanificazione e riciclabilità. Gli svantaggi includono un prezzo iniziale più alto, un peso significativo, un basso attrito e la suscettibilità alla ruggine (nel caso dell'acciaio al carbonio). Il metallo viene utilizzato principalmente in ambienti a circuito chiuso in cui la durata e la protezione del prodotto sono requisiti di prestazione chiave. Le unità in metallo oggi sono sempre più competitive in termini di prezzo e più leggere. I settori principali che utilizzano pallet in metallo includono l'automobilistico e il farmaceutico.
I pallet in alluminio sono più resistenti del legno o della plastica, più leggeri dell'acciaio e resistono alle intemperie, alla decomposizione, allo scorrimento della plastica e alla corrosione. A volte vengono utilizzati per il trasporto aereo, lo stoccaggio all'aperto o in mare a lungo termine o il trasporto militare.

## Pallet e automazione industriale
Il pallet può essere visto come un'interfaccia o "collante" fra produzione e logistica. Dato che la logistica prevede l'utilizzo del pallet, la produzione industriale ha adottato come passaggio tra la linea di produzione e la consegna al cliente, la fase di carico del pallet.
Il pallet può essere caricato a mano, ma il peso dei pallet, il peso del prodotto da impilare, l'altezza di impilamento e le successive fasi di movimentazione del pallet comportano sforzi più adatti a macchinari che all'uomo.

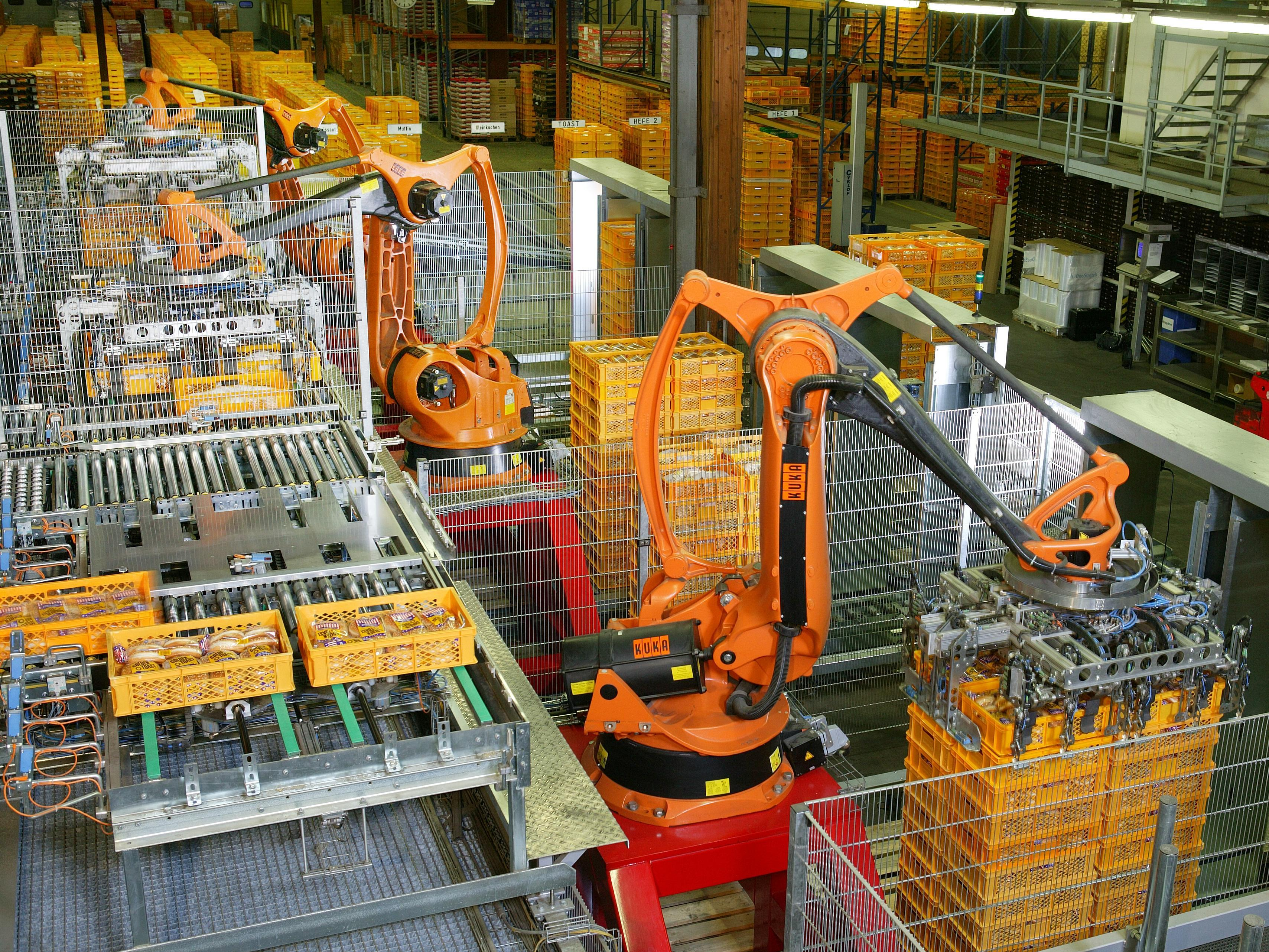
Carico automatico di una paletta di pane con un robot industriale KUKA in un panificio tedesco

I produttori di automazione industriale hanno sviluppato molte macchine per la "pallettizzazione automatica", molto diverse fra loro in quanto adatte allo specifico prodotto da movimentare, ma con una serie di funzioni comuni che possono essere riassunte in:
1. Stoccaggio e movimentazione delle pile di palette vuote
2. Separazione di una paletta dalla pila ("sfogliatore di pallet")
3. Trasporto delle palette vuote o piene, con rulli o catene
4. Carico della paletta.
5. Imballaggio della paletta piena, spesso con un "fasciatore" a pellicola
6. Etichettatura della paletta piena
7. Stoccaggio e movimentazione delle palette piene.

La fase di carico delle palette è spesso la più complessa, in quanto la disposizione dei pacchi o "fardelli" su una paletta può essere diversa per gli strati pari e dispari, e i pacchi vanno orientati prima del carico. La disposizione dei pacchi per un prodotto specifico diventa un "programma" di pallettizzazione, che l'ufficio tecnico definisce, prodotto per prodotto. Per il carico dei pallet possono essere utilizzati speciali "impilatori a sfilo", che dispongono uno strato e poi lo depositano sfilando il piano di appoggio oppure robot antropomorfi.

## Usi alternativi
I pallet vengono utilizzati per la creazione di prodotti artigianali, come tavoli o sedili. Possono inoltre costituire rampe e binari per skateboard, barricate per partite amatoriali di paintball, gabbie o recinti per piccoli animali. Sono stati talvolta impiegati in alcuni progetti architettonici per la costruzioni di abitazioni.
Non dovrebbero venire usati come materiale combustibile, a meno che non si sia accertato che il legno non è stato trattato con preservanti, fungicidi e/o pesticidi.